# Pulpos de Miranda
El Deportivo Miranda es un club venezolano de Waterpolo de Miranda. Es el uno de los equipo fundadores de la Liga Nacional de Polo Acuático en su edición 2011.

## Mascota
Este equipo tiene como mascota a un Pulpo por eso en muchos casos se les llama el Deportivo Pulpos de Miranda, que es la unión de su nombre y el apodo por la mascota.

## Plantilla
|  | Venezuela | 1 Daniel Ovelar      | Portero  |
|  | Venezuela | 2 Hugo Velasquez     | Atacante |
|  | Venezuela | 3 Antonio Pirela     | Boya     |
|  | Venezuela | 4 Douglas Espinoza   | Atacante |
|  | Venezuela | 5 Richard Barrera    | Atacante |
|  | Venezuela | 6 Jhoosep Velasquez  | Atacante |
|  | Venezuela | 7 Jhoan Closier      | Defensa  |
|  | Venezuela | 8 Angel Rojas        | Atacante |
|  | Venezuela | 9 Toty Bertolo       | Boya     |
|  | Venezuela | 10 Marlon Moreno     | Atacante |
|  | Venezuela | 11 Jhonatan Morillo  | Atacante |
|  | Venezuela | 12 Jimmy Ferraz      | Atacante |
|  | Venezuela | 13 Rafael Espinoza   | Portero  |
|  | Venezuela | 14 Jean Sanchez      | Portero  |
|  | Venezuela | 15 Ender David Govea | Atacante |

- Entrenador:   Arnoldo Salazar
- Delegado:   Marco Garcia